# Zona mista

Gli allenatori Giovanni Trapattoni e Gigi Radice, fautori della zona mista

La zona mista, spesso definita fuori della penisola italica come gioco all'italiana, è uno schema tattico usato nel calcio italiano principalmente dalla seconda metà degli anni 1970 alla prima metà degli anni 1990. L'introduzione di questo schema è stata attribuita a Gigi Radice e Giovanni Trapattoni, allora tecnici del Torino Calcio e della Juventus Football Club, rispettivamente. Tale sistema di gioco raggiunse il massimo livello sportivo proprio con la Juve del Trap durante il suo primo periodo alla guida tecnica della squadra – con cui divenne la prima nella storia del calcio a centrare l'European Treble, ovvero vincere tutte e tre le competizioni UEFA stagionali, più la Coppa Intercontinentale nel 1985, diventando campione del mondo –, assieme alla rappresentativa nazionale italiana di Enzo Bearzot – che tre anni prima vinse la Coppa del Mondo FIFA, per la prima volta dal 1938, e in cui ebbe un decisivo contributo il cosiddetto Blocco-Juve –, contribuendo ad affermare entrambe le squadre tra le migliori nella storia della disciplina.
Definito dal giornalista italiano Carlo Felice Chiesa come «modulo misto» per fare uso di concetti inerenti a diverse disposizioni in campo, e ritenuto l'evoluzione tattica del catenaccio, il suo nome derivò dalla disponibilità di ogni giocatore ad applicare, sistematicamente e simultaneamente, la marcatura a zona, a cui vengono aggiunti il continuo attacco degli spazi, il gioco su entrambe le fasce e – seppur con diversa intensità – sia il fuorigioco che il pressing dall'area di rigore avversaria, oltreché gli scambi di posizione tra gli interpreti caratteristici del calcio totale (introdotti in Italia dall'allora allenatore della Ternana, Corrado Viciani), assieme alla marcatura a uomo propria della scuola italiana, ancora maggiormente utilizzata, a cui venne applicata in modo innovativo la difesa posizionale. Così, un calciatore che cambia posizione viene sostituito nello spazio vuoto da un altro compagno, in modo che la squadra conservi la propria organizzazione di gioco. Nella zona mista l'efficacia e rapidità della transizione tra la fase difensiva e quella offensiva, onde mettere in difficoltà la retroguardia avversaria, riveste un ruolo più importante nell'economia della gara rispetto al mantenere un maggiore possesso palla. Ogni elemento compie una funzione diversa, sicché il libero, il terzino fluidificante, l'ala tornante e la mezzala svolsero ruoli sia in difesa sia in attacco, mentre il regista (Michel Platini, Lothar Matthäus o Roberto Baggio) godeva della libertà per avvicinarsi all'area avversaria e segnare; tutto ciò ha reso la zona mista più versatile, più offensiva e con maggior fluidità di manovra rispetto al rigido atteggiamento tattico in voga nella penisola italica di quel periodo.
Lo schema, uno dei primi a schierare quattro difensori pur essendo esteticamente più simile al futuro modulo 3-5-2 o a un 4-3-3 asimmetrico – nonché con caratteristiche che sarebbero state potenziate, nel calcio internazionale della seconda metà degli anni 2000, dal 4-5-1 e dalla sua principale variante moderna, il 4-2-3-1 —, ha goduto di grande successo a livello nazionale, contribuendo notevolmente al progresso della scuola calcistica italiana, e internazionale essendo stato replicato fuori d'Italia, seppur con alcune varianti, da allenatori quali il belga Guy Thys, l'austriaco Ernst Happel e l'argentino Carlos Bilardo. Con esso, il Torino vinse il campionato di Serie A 1975-76, il primo dopo il disastro aereo di Superga, mentre la Juventus giunse ai massimi livelli dando vita al più duraturo ciclo di vittorie nella storia del calcio italiano, con sei campionati e due coppe nazionali nei successivi dieci anni, ed esteso in campo internazionale a partire dal 1977 con la vittoria in Coppa UEFA – senza ricorrere a calciatori stranieri, un risultato senza precedenti per una squadra italiana —; in seguito, il club trionferà in Coppa delle Coppe, Coppa dei Campioni, Supercoppa UEFA e Coppa Intercontinentale divenendo il primo al mondo a vincere tutte le competizioni internazionali ufficiali possibili: risultati sportivi che permisero alla Serie A di arrivare per la prima volta al vertice del ranking confederale nel 1986, una posizione che conserverà per le seguenti tre stagioni.

## Storia
La scuola calcistica degli anni 1960 e 1970 ruotava intorno a un solo modulo, espresso in maniera varia, con modifiche applicate in piccola misura di squadra in squadra, e caratterizzato da difese con marcature a uomo: il catenaccio. Il modulo di partenza di quest'ultimo era tuttavia una via di mezzo tra il 3-3-1-3 (il catenaccio sarebbe un 1-3-3-3) e il 4-3-3: davanti al portiere agiva il libero, che quasi mai abbandonava la propria area di rigore.
Avanti a lui lo stopper (marcatore puro) e il terzino (molto spesso il destro, marcatore aggiunto); il terzino sinistro, non esente da compiti di marcatura, era tuttavia presente sul fronte d'attacco data la sua vocazione offensiva: nacque così il «fluidificante», ruolo che ha soppiantato la concezione tradizionale di terzino. Il reparto difensivo finisce qui, tuttavia era presente il mediano, giocatore a metà tra un difensore e un centrocampista, ultimo filtro della formazione che ne prevedeva altri due, un regista inventore del gioco (solitamente posizionato nel ruolo di mezzala sinistra, ma con l'ordine di stare più alto) e un'altra mezzala, un centrocampista avanzato che si posizionava nei pressi dell'area di rigore avversaria.
Il potenziale offensivo comunque, oltre all'interno, era ridotto giacché vi erano una sola punta di riferimento e due ali poco propense alla fase d'attacco. Infatti, se il mediano era un trait d'union fra centrocampo e difesa, l'ala (generalmente la destra, ma anche la sinistra, che col tempo diventerà in pratica una seconda punta proprio nella zona mista) era una sorta di compromesso tra un centrocampista di fascia e l'ala "brasiliana". Questi principi di tattica e tecnica vennero rivoluzionati dalle nuove idee provenienti dai Paesi Bassi degli anni 1970.
Marcatori liberi e difesa a zona (comunque molto libera), nonché ruoli scoperti e ricoperti da giocatori diversi in poco tempo, furono alla base dello stravolgimento o dell'ammodernamento di moduli oramai datati. In sostanza, il 4-3-3 olandese (alcune volte definito 3-4-3) poteva trasformarsi rapidamente da un 1-6-2-1 (difesa al massimo, dato che l'«uno» iniziale si riferisce al libero, spesso staccato dal resto della formazione) a un 1-1-8 (tutti all'attacco). Ecco allora che alcuni allenatori, dovendosi confrontare con le compagini olandesi, incominciarono a mettersi in gioco e a creare formazioni che fossero adatte sia a marcature a uomo sia a zona.

## Schieramento

### Disposizione tattica
(Giovanni Trapattoni, 1984.)
Nella difesa a zona pura ogni giocatore copre una zona del campo; quando si sposta sull'esterno di questa zona, anche i compagni di reparto si stringono per mantenere la squadra, di solito schierata con il duttile e adatto 4-4-2, abbastanza corta. Tuttavia, se si ha a che fare con giocatori molto abili, secondo la scuola italiana, si preferisce avere un uomo che agisce a zona e uno pronto a riparare a eventuali errori. La zona mista riprende infatti fedelmente alcune tecniche difensive del catenaccio, replicandone nella maggior parte anche la disposizione in campo.
Il libero, data la modifica della regola del fuorigioco, dev'essere molto attento ad avanzare al momento giusto. In questa fase capita che si trasformi in regista aggiunto, e dia una mano in fase di costruzione. I difensori sono in tutto quattro: è anche presente il terzino «fluidificante», generalmente schierato a sinistra, avente a propria disposizione l'intera fascia essendo l'unico cursore (oltre all'ala avversaria, da lui controllata).
Gli altri sono due marcatori (stopper, anche se allora si incominciava a chiamarli «[difensori] centrali»), di cui uno a volte schierato terzino e spesso sito sulla fascia destra in grado d'inserirsi verso il centro in modo da pareggiare le zone del campo coperte.
La retroguardia, durante la fase senza il possesso palla, è spesso costituita da tre uomini in grado di applicare, oltre le marcature individuali, anche il fuorigioco nonché la difesa posizionale assieme agli interventi del mediano e la mezzala nella copertura degli spazi secondo l'atteggiamento offensivo rivale, mentre al terzino destro vengono conferite funzioni in fase offensiva anche d'inserimento sulla propria fascia.
A centrocampo lo schema prescinde dal regista classico usato in precedenza in favore del dinamismo del collettivo, essendo generalmente costituito da tre elementi: un «mediano» (arretrato), con funzioni di contenimento, un centrocampista centrale (mediano avanzato) denominato «mezzala», con libertà per inserirsi durante la fase offensiva e un regista o «numero dieci», concetto che allora andava diffondendosi, anch'esso in grado di arretrarsi per costruire la manovra d'attacco davanti alla difesa e, infine, per concluderla.
In attacco emerse l'ala definita «tornante»: un interprete ibrido tra un attaccante sulla fascia della scuola brasiliana e un esterno di centrocampo del calcio delle isole britanniche e venne introdotto un giocatore di spessore tecnico spesso sito nella trequarti avversaria in grado di tagliare in area di rigore – denominato «seconda punta» o «fantasista» – mentre il «numero nove» fu rinominato «prima punta» con caratteristiche diverse dal centravanti usato fino a metà anni 70 che lo ressero il principale punto di riferimento della manovra offensiva, a cui vengono aggiunte funzioni d'appoggio verso la seconda punta e d'aprire gli spazi per ottimizzare gli inserimenti dei compagni e pressare sul portatore di palla avversario, scambiando tutti e tre posizione.

### Numerazione e funzioni
Essendo l'evoluzione offensiva del catenaccio, l'assegnazione numerica per ogni calciatore era influenzata dal calcio britannico, in cui per un ruolo specifico corrisponde un numero schierato dall'uno all'undici, nonostante sia caratteristico della zona mista il continuo scambio posizionale e di funzioni di ogni giocatore di campo e le rappresentative nazionali, compresa quella italiana, abbiano predisposto per i propri atleti una numerazione diversa a quella che prevedeva la funzione primaria corrispondente alla posizione in campo e anche assegnava una numerazione oltre l'undici. Per puro riferimento si riportano anche i numeri che subiscono variazioni (mezza punta/fantasista con due mediani; libero-regista; oppure versioni "mancine").
| Ruolo                               | Numero di dorsale | Variazione | Funzioni |
| ----------------------------------- | ----------------- | ---------- | --- |
| Portiere                            | 1                 | n.c.       | Guidare l'intero reparto difensivo della squadra, soprattutto in caso di calci piazzati avversari. |
| Marcatore puro                      | 2                 | n.c.       | Anticipare i movimenti del giocatore più pericoloso della squadra avversaria, che generalmente risulta essere il regista o il cosiddetto «fantasista», attraverso una ferrea marcatura a uomo. Dalla sua posizione iniziale di terzino, spesso schierato a destra, era chiamato a funzioni maggiormente difensive rispetto a quelle svolte dal terzino fluidificante; nonostante ciò aveva la libertà di proiettarsi su tutta la propria fascia sia in fase di possesso palla sia durante le transizioni offensive, compiendo funzioni analoghe a quelle del terzino opposto, scambiandosi la posizione con l'ala tornante. |
| Difensore centrale o stopper        | 5                 | 4/3        | Contrastare e anticipare i movimenti del centravanti avversario, sia sul gioco a terra sia su quello aereo. In fase difensiva spesso costituisce un terzetto assieme al libero e al terzino fluidificante. Dava man forte alla squadra anche in caso di calci piazzati nei pressi dell'area avversaria. |
| Libero                              | 6                 | 5/10       | Pur essendo un difensore centrale arretrato, svolge diverse funzioni dal punto di vista tattico, includendo organizzare la difesa per applicare sia la difesa posizionale, in cui intervengono anche il mediano e la mezzala, che la trappola del fuorigioco, potendo così dare una mano sia al marcatore puro sia allo stopper – con cui a volte si alterna nel ruolo –, aiutare il regista nell'organizzare la fase offensiva della squadra, sia in fase di possesso sia di ripartenza, fino a rendersi protagonista di sganciamenti nell'area avversaria per finalizzare un'azione, in maniera simile a una mezzala.     |
| Terzino fluidificante               | 3                 | 6          | Spesso schierato sulla fascia sinistra, appoggia la copertura difensiva della squadra quale difensore centrale aggiunto in fase di non possesso, mentre durante l'azione offensiva si proietta sulla fascia laterale per eseguire traversoni verso le punte, la mezzala e/o il regista, o anche concludere lui stesso la manovra d'attacco. |
| Mediano                             | 4                 | 6/8        | Copre le zone del campo lasciate sguarnite, sia dal libero sia dal regista, al momento dei loro inserimenti nella metà campo avversaria, e va in pressing sul portatore di palla della squadra rivale. Era anche in grado di svolgere le funzioni di marcatura individuale assegnate inizialmente al marcatore puro. |
| Ala tornante                        | 7                 | n.c.       | Si proietta sull'intera fascia laterale, spesso quella destra, sia per dare man forte al pressing eseguito dal mediano sia per compiere funzioni simili a quelle del terzino fluidificante sulla fascia opposta, scambiandosi di ruolo con la seconda punta per eludere le marcature a uomo degli avversari. |
| Mezzala o «centrocampista centrale» | 8                 | n.c.       | Oltre a svolgere funzioni di copertura e recupero della palla durante la fase di non possesso, si inserisce negli spazi vuoti lasciati dal blocco difensivo della squadra rivale, principalmente tra i difensori centrali, associandosi alla prima punta, e/o tra il terzino fluidificante e il difensore centrale più vicino a lui, associandosi all'ala tornante. |
| Regista o playmaker                 | 10                | n.c.       | Dà inizio della manovra offensiva della squadra, sia in fase di possesso sia nel corso di una ripartenza o in fase di transizione. Può essere schierato in posizione bassa, davanti alla difesa, o più avanzata, dietro le punte: tale ruolo è affidato al calciatore con maggiore tasso tecnico e visione di gioco della rosa, oltreché con la migliore capacità di servire assist agli attaccanti, al terzino fluidificante o all'ala tornante. |
| Prima punta o centravanti           | 9                 | 11         | Conclude la manovra offensiva della propria squadra, posizionandosi spesso vicino al dischetto dell'area avversaria, aprendo anche gli spazi tra i difensori centrali avversari per facilitare gli inserimenti in area del libero, della mezzala, del regista o della seconda punta. A seconda dell'andamento della gara, può scambiarsi la posizione con la seconda punta. Contribuisce anche col pressing verso i difensori centrali avversari al recupero del possesso palla. |
| Seconda punta o «fantasista»        | 11                | 7/9        | Gioca solitamente, con il regista, nella trequarti avversaria per concludere un'azione da gol, approfittando anche del lavoro da pivot svolto dalla prima punta. Tale ruolo è generalmente affidato a un attaccante con abilità tecniche e visione di gioco paragonabili a quelle del cosiddetto «numero dieci». |

## Applicazioni
Tra gli anni 1970 e 1980 lo schema otterrà i suoi maggiori successi, a livello di squadre di club, con la Juventus allenata da Giovanni Trapattoni prima, vincitore di sei titoli di Campione d'Italia, due coppe nazionali e tutte le allora cinque competizioni confederali, e Dino Zoff poi, con il double Coppa Italia-Coppa UEFA nella stagione 1989-90; oltre all'Amburgo guidato da Ernst Happel, tricampione in Bundesliga a cavallo dei due decenni nonché trionfatore nella Coppa dei Campioni 1982-83 proprio sui bianconeri pur se quella squadra faceva uso di una sorta di 4-4-2 asimmetrico schierando in modo stabile quattro difensori (un libero dietro a un marcatore centrale, ed entrambi i terzini disposti in linea), con uno dei quattro centrocampisti che ricopriva la funzione di «marcatore puro», e in seguito giocherà esclusivamente a zona.
In quegli stessi anni, tra le rappresentative nazionali, la zona mista farà le fortune dell'Italia del commissario tecnico Enzo Bearzot, vincitrice del campionato del mondo 1982 in Spagna, e del suo successore Azeglio Vicini, con cui giungerà al terzo posto ai mondiali di Italia 1990. Lo schema frutterà la Coppa del Mondo anche all'Argentina di Carlos Bilardo, trionfatrice quattro anni prima ai mondiali di Messico 1986, così come porterà alla ribalta il Belgio di Guy Thys durante il periodo 1976-1989, con la finale al campionato d'Europa 1980 in Italia e la semifinale ai succitati mondiali messicani.
Nella prima metà degli anni 1990, tale schema troverà le ultime applicazioni degne di nota con il secondo ciclo del Trap sulla panchina bianconera e, soprattutto, con il Parma di Nevio Scala, vincitore nel triennio 1992-1995 di Coppa Italia, Coppa delle Coppe, Supercoppa UEFA e Coppa UEFA.

### Formazioni che hanno utilizzato la zona mista

#### Club
- Il Torino di Gigi Radice, vincitore del campionato di Serie A 1975-76.
- La Juventus di Giovanni Trapattoni tra gli anni 1970 e 1980, vincitrice di sei campionati di Serie A, due Coppe Italia, una Coppa Intercontinentale, una Coppa dei Campioni, una Coppa delle Coppe, una Coppa UEFA e una Supercoppa UEFA; e durante la prima metà degli anni 1990, vincitrice della Coppa UEFA 1992-93.
- L'Amburgo di Ernst Happel tra gli anni 1970 e 1980, vincitore di tre campionati di Bundesliga e della Coppa dei Campioni 1982-83.
- L'Inter di Giovanni Trapattoni, vincitrice del campionato di Serie A 1988-89, della Supercoppa italiana 1989 e della Coppa UEFA 1990-91.
- La Juventus di Dino Zoff, vincitrice della Coppa Italia e della Coppa UEFA 1989-90.
- Il Parma di Nevio Scala durante la prima metà degli anni 1990, vincitore di una Coppa Italia, una Coppa delle Coppe, una Supercoppa UEFA e una Coppa UEFA.

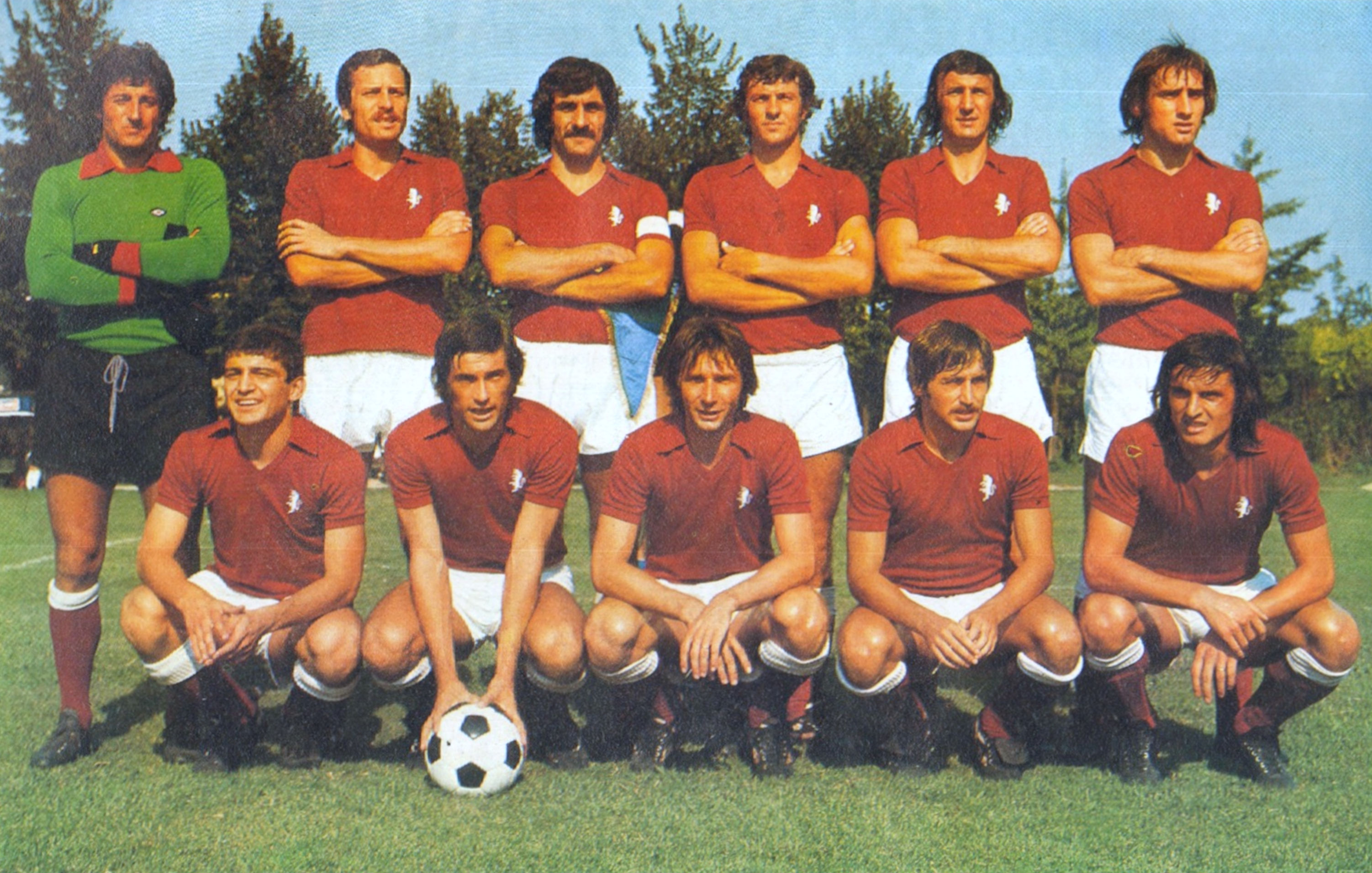
Torino 1975-76
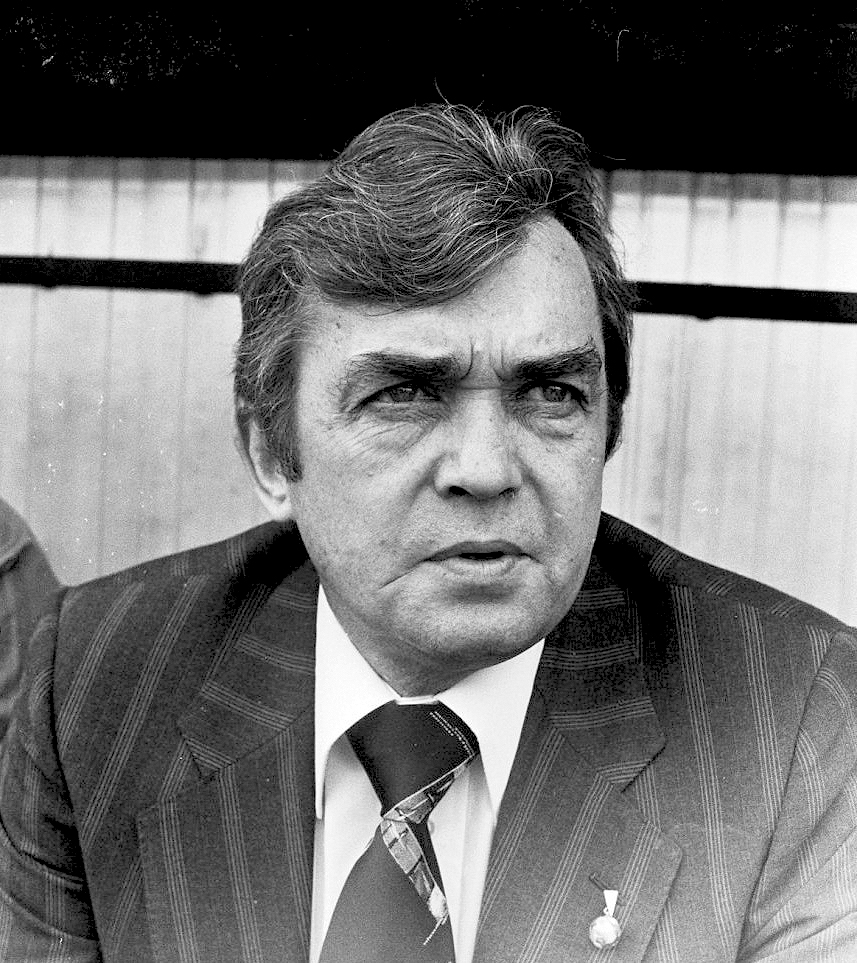
Ernst Happel
Juventus 1983-84
Inter 1988-89
Juventus 1989-90
Dino Zoff
Parma 1994-95
Nevio Scala

#### Nazionali
- L'Italia di Enzo Bearzot, quarta classificata al campionato del mondo 1978 e al campionato d'Europa 1980, e vincitrice del campionato del mondo 1982.
- Il Belgio di Guy Thys tra gli anni 1970 e 1980, finalista al campionato d'Europa 1980 e semifinalista al campionato del mondo 1986.
- L'Argentina di Carlos Bilardo, vincitrice del campionato del mondo 1986.

Belgio 1980
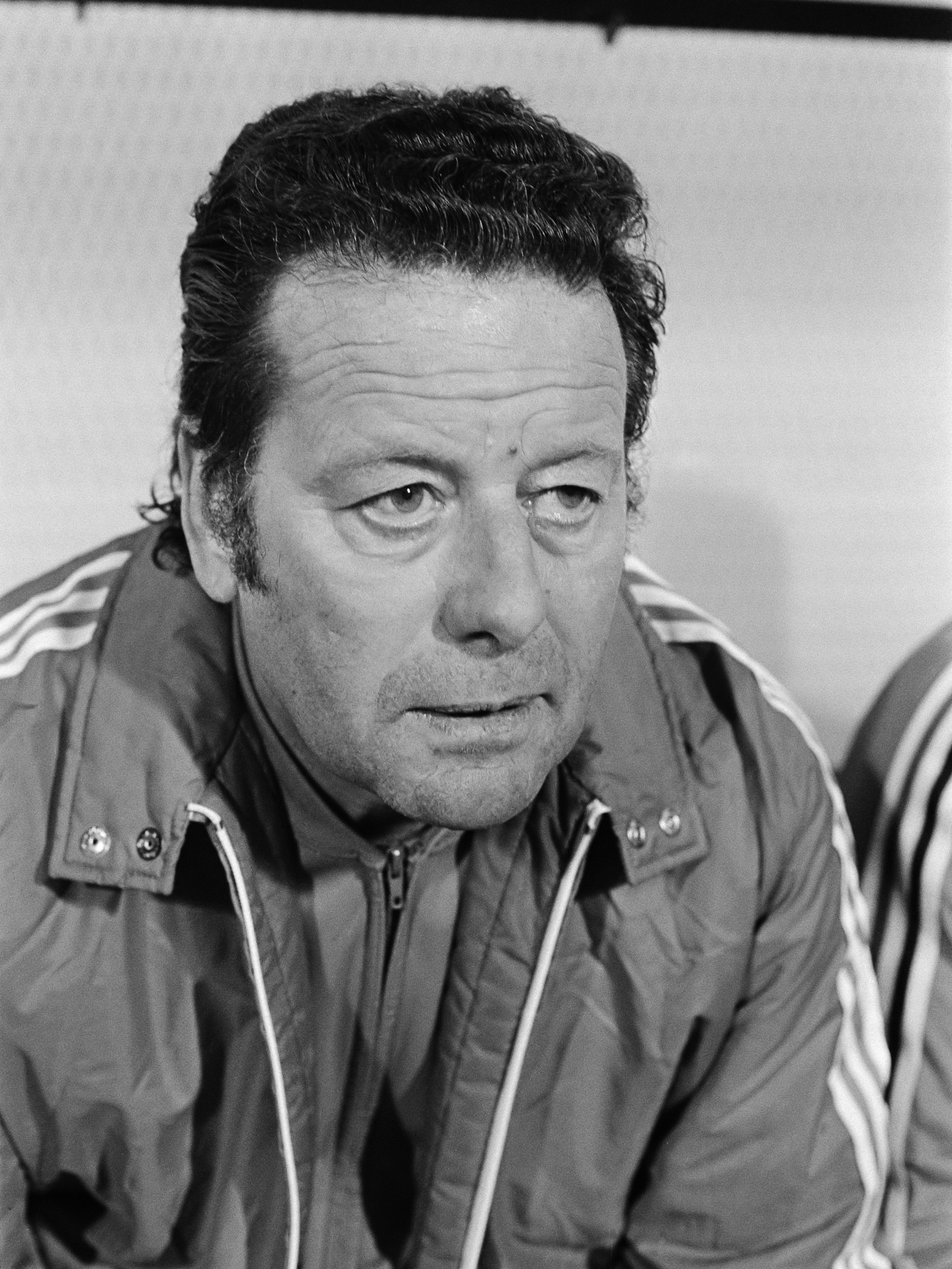
Guy Thys
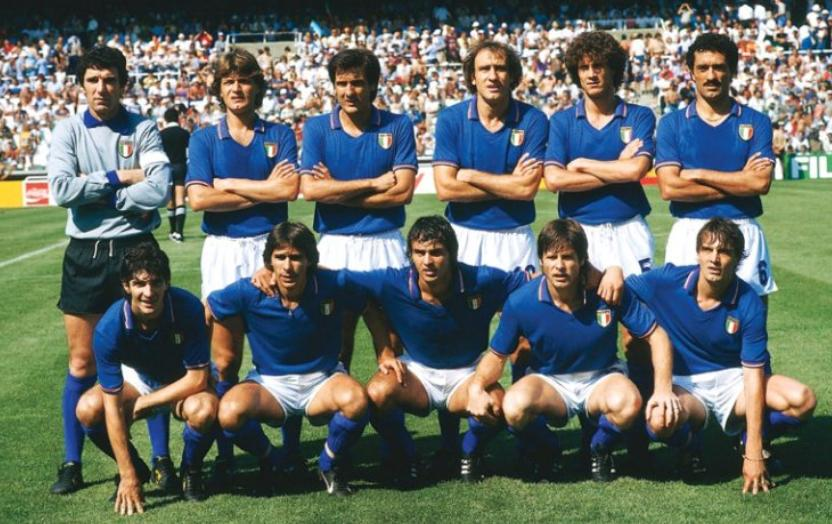
Italia 1982
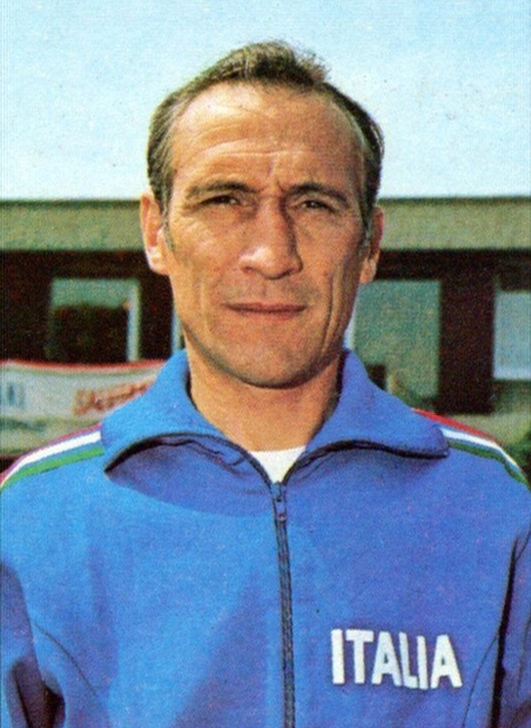
Enzo Bearzot
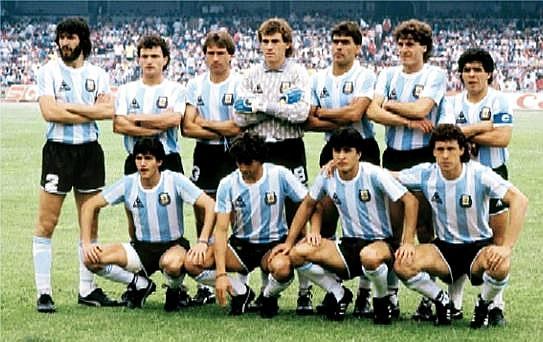
Argentina 1986
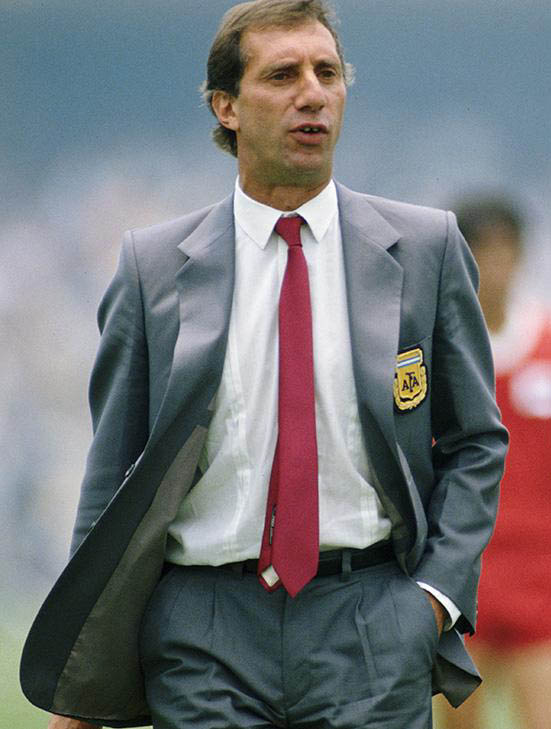
Carlos Bilardo

### Evoluzione
Per il giornalista inglese Jonathan Wilson, specializzato in tattiche del calcio, lo stile di gioco applicato dalla Juventus dei primi anni 2010, tricampione d'Italia sotto la guida tecnica di Antonio Conte (2012-2014), è da considerarsi l'evoluzione del modulo misto trapattoniano – che già Carlo Felice Chiesa reputa la principale alternativa, ancora usata in Italia, al gioco esclusivamente zonista —, in cui la riproposizione del libero – ribattezzato «regista difensivo» —, l'attacco sistematico su entrambe le fasce e l'impiego di due mezzale al posto di un centrocampista difensivo che spesso s'inserivano dentro l'area avversaria, consentono allo schema 3-5-2 di applicare con maggior efficacia il pressing, nonostante siano due varianti offensive storicamente sottoutilizzate nel panorama calcistico italiano.

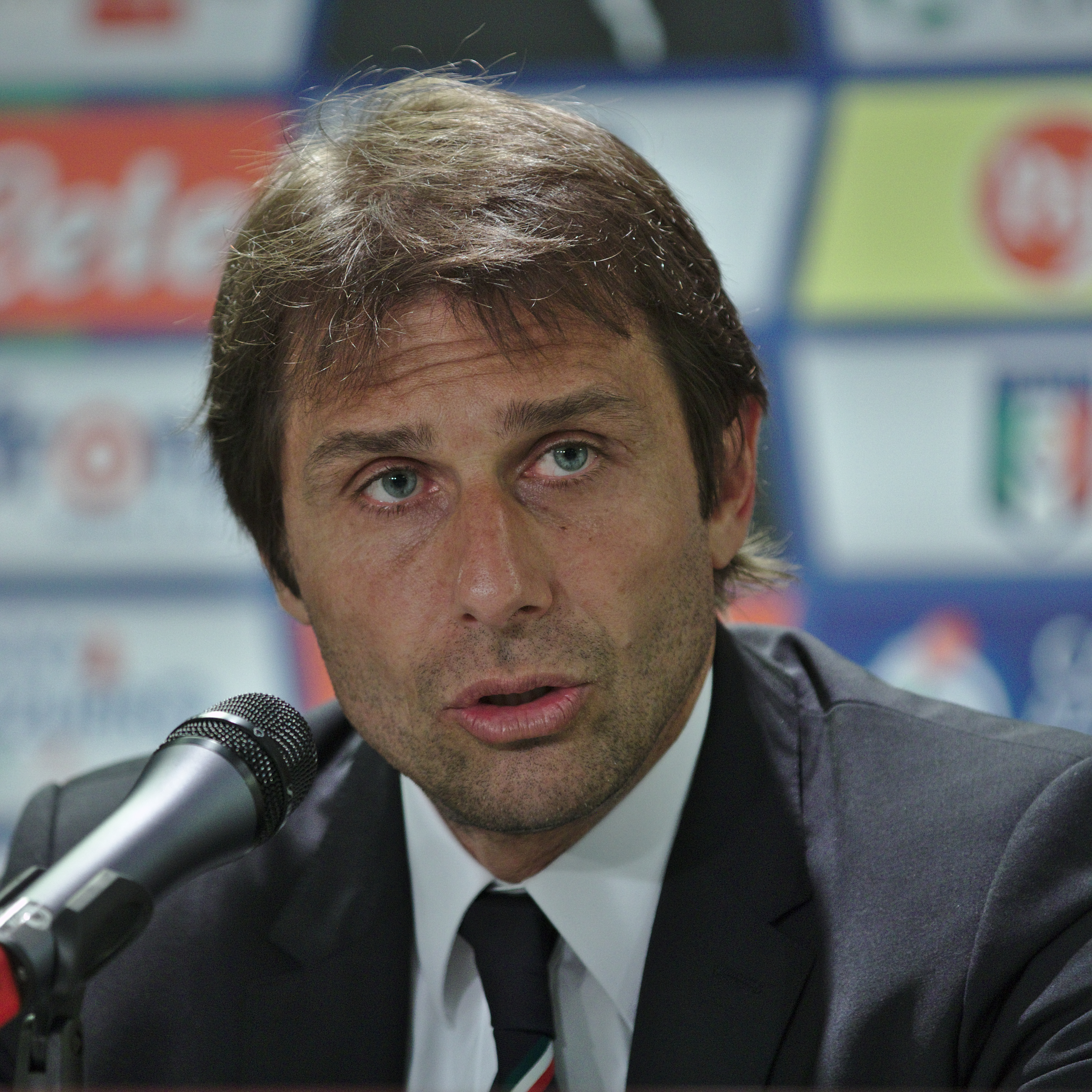
Antonio Conte
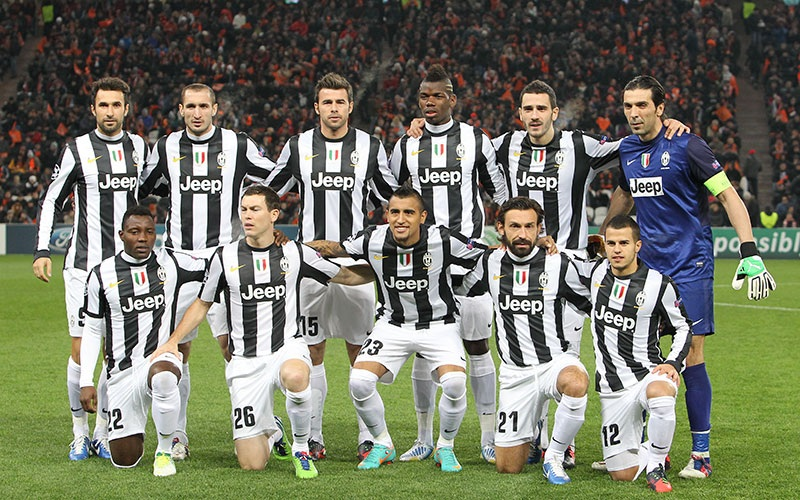
Juventus 2012-13